# Wulkanny
Wulkanny (russisch Вулканный) ist eine Siedlung städtischen Typs in der Region Kamtschatka (Russland) mit 1608 Einwohnern (Stand 14. Oktober 2010).

## Geographie
Die Siedlung liegt etwa 20 km Luftlinie westlich des Regionsverwaltungszentrums Petropawlowsk-Kamtschatski, einige Kilometer vom rechten Ufer des Flusses Awatscha wenig oberhalb seiner Mündung in die Awatscha-Bucht des Pazifischen Ozeans.
Wulkanny gehört zum Rajon Jelisowo und ist von dessen Verwaltungszentrum Jelisowo etwa 10 km in südlicher Richtung entfernt.

## Geschichte
Der Ort wurde 1955 im Rahmen des Aufbaus der Strategische Raketentruppen der Sowjetunion als Militärsiedlung gegründet und erhielt zunächst den Namen Mirny (russisch für ‚friedlich‘). Ab 1969 trug die Siedlung die Tarnbezeichnung Petropawlowsk-Kamtschatski-35. Mit der gesetzlichen Neuregelung des Status der „geschlossene Städte“ nach der Auflösung der Sowjetunion erhielt sie diesen (SATO) 1992, und 1994 den einer Siedlung städtischen Typs unter dem heutigen Namen, abgeleitet von russisch вулкан für ‚Vulkan‘, also etwa „Vulkan-Siedlung“. 1999 wurde der SATO-Status aufgehoben.

### Bevölkerungsentwicklung
| Jahr | Einwohner |
| ---- | --------- |
| 2002 | 1631      |
| 2010 | 1608      |

Anmerkung: Volkszählungsdaten

## Wirtschaft und Infrastruktur
Der Ort besteht überwiegend aus Plattenbauten und ist Wohnsiedlung für Angehörige der russischen Streitkräfte und ihre Familien. In der Nähe der Siedlung sind S-300-Flugabwehrraketensysteme stationiert.
Wulkanny liegt an der Regionalstraße R 475 von Jelisowo (wo sich auch der Flughafen Petropawlowsk-Kamtschatski – der bedeutendste der Halbinsel – befindet), nach Termalny mit Abzweigung zur U-Boot-Basis Wiljutschinsk. Südlich von Wulkanny zweigt eine neuere Direktverbindung nach Petropawlowsk ab, die die Awatscha überquert und die Verbindung zwischen der Regionshauptstadt und der Westseite der Awatschabucht erheblich verkürzt hat.